# كاتيكول بوران
كاتيكول بوران (يُختصر بـ HBcat) هو مركب بورون عضوي مفيد في الاصطناع العضوي، سائل عديم اللون هو مشتق من الكاتيكول والبوران، صيغته C6H4O2BH.